# Districtul Si Narong
Si Narong (în thailandeză ศรีณรงค์) este un district (Amphoe) din provincia Surin, Thailanda, cu o populație de 46.029 de locuitori și o suprafață de 410,0 km².

## Componență
Districtul este subdivizat în 5 subdistricte (tambon), care sunt subdivizate în 62 de sate (muban).
| Nr. | Nume       | În thailandeză | Sate | Locuitori |  |
| --- | ---------- | -------------- | ---- | --------- |  |
| 1.  | Narong     | ณรงค์           | 13   | 9,523     |  |
| 2.  | Chaenwaen  | แจนแวน         | 11   | 8,952     |  |
| 3.  | Truat      | ตรวจ           | 15   | 12,457    |  |
| 4.  | Nong Waeng | หนองแวง        | 11   | 5,795     |  |
| 5.  | Si Suk     | ศรีสุข           | 12   | 9,302     |  |